# 大阪府第19区
大阪府第19区（おおさかふだい19く）は、日本の衆議院議員総選挙における選挙区。1994年（平成6年）の公職選挙法改正で設置。

## 区域
1994年（平成6年）公職選挙法改正以降の区域は以下のとおりである。
- 貝塚市
- 泉佐野市
- 泉南市
- 阪南市
- 泉南郡

## 歴史
中選挙区制度時代は旧5区に属していた。
大阪府を含む近畿地方において、連立を組む公明党との選挙協力により候補を擁立していない選挙区を除き、自由民主党の公認候補が小選挙区で当選したことがない唯一の選挙区である。
小選挙区制度移行初となる1996年の第41回衆議院議員総選挙では、新進党が擁立した松浪健四郎が当選。続く2000年の第42回衆議院議員総選挙で、松浪は保守党へ移り同党の公認を得て選挙戦に臨み、再選された。
しかし、第43回衆議院議員総選挙では民主党の新人である長安豊が小選挙区で初当選。松浪は保守新党の公認候補として選挙に臨んだが、党は各比例ブロックに候補を擁立しなかったため、議席を失った。大阪府南部での民主党公認候補の小選挙区当選は17区の西村眞悟以外に例がなかった。長安はその後、郵政民営化が争点になった2005年の第44回衆議院議員総選挙および政権交代が争点になった2009年の第45回衆議院議員総選挙でも当選した。
しかし、2012年の第46回衆議院議員総選挙では、日本維新の会が新人の丸山穂高を擁立。自民党も元参議院議員で同党の参議院幹事長も務めた谷川秀善の次男・とむ（與秀）が立候補し、長安との三つ巴となったが、大阪府下を中心に吹いた日本維新の会への追い風に乗る形で丸山が小選挙区で当選。長安、谷川ともに重複立候補していた比例近畿ブロックでも議席に届かず、落選した。
2014年の第47回衆議院議員総選挙でも、丸山が小選挙区で再選。接戦で敗れた谷川は比例復活で初当選を果たした。一方、長安は得票数、得票率ともに前回よりさらに落とし、比例復活もできず落選した。2017年の第48回衆議院議員総選挙では、民進党が希望の党への合流並びに日本維新の会との間で大阪府下の小選挙区に候補者を擁立しない協力を受けて、民進党から希望の党に移籍した長安は兵庫11区へ国替え出馬となった。前回の候補者のうち長安以外の3人での争いとなり、丸山が谷川に約8900票の差をつけて3選を果たした。
2021年の第49回衆議院議員総選挙では、2019年に訪問先の北方領土で不適切な発言をして日本維新の会から除名処分を受け、NHK党に移籍した丸山が不出馬、日本維新の会は代わって2017年まで11区から立候補していた伊東信久を擁立、谷川とこの選挙区に戻った長安と三つ巴となった。結果は伊東が谷川を約16000票の差で制した。本選挙では、大阪府内の選挙区にて自民党は日本維新の会に全敗したが、谷川は比例近畿ブロックにおける自民獲得議席の最後で比例復活を果たし、大阪13区で比例復活した宗清皇一と比例単独2位に登録されて当選した柳本顕の2人と共に議席を守った。
2023年末に発覚した政治資金パーティー収入の裏金問題を巡っては、安倍派に所属していた谷川は5年間で計188万円を記載していなかったことが明らかとなり、谷川は第50回衆議院議員総選挙において比例の重複立候補は認められなかった。一方、維新は大阪府第9区を除く府内全18選挙区で比例重複を認めない方針を決め、引き締めを図った。両者とも背水の陣で挑んだ選挙戦は伊東が制し、谷川は約5,000票差で落選した。

## 小選挙区選出議員
| 選挙名                 | 年     | 当選者     | 党派         |
| ---------------------- | ------ | ---------- | ------------ |
| 第41回衆議院議員総選挙 | 1996年 | 松浪健四郎 | 新進党       |
| 第42回衆議院議員総選挙 | 2000年 | 松浪健四郎 | 保守党       |
| 第43回衆議院議員総選挙 | 2003年 | 長安豊     | 民主党       |
| 第44回衆議院議員総選挙 | 2005年 | 長安豊     | 民主党       |
| 第45回衆議院議員総選挙 | 2009年 | 長安豊     | 民主党       |
| 第46回衆議院議員総選挙 | 2012年 | 丸山穂高   | 日本維新の会 |
| 第47回衆議院議員総選挙 | 2014年 | 丸山穂高   | 維新の党     |
| 第48回衆議院議員総選挙 | 2017年 | 丸山穂高   | 日本維新の会 |
| 第49回衆議院議員総選挙 | 2021年 | 伊東信久   | 日本維新の会 |
| 第50回衆議院議員総選挙 | 2024年 | 伊東信久   | 日本維新の会 |

## 選挙結果
時の内閣：第1次石破内閣 解散日：2024年10月9日 公示日：2024年10月15日
当日有権者数：29万8664人 最終投票率：50.38%（前回比：3.58%） （全国投票率：53.85%（2.08%））
| 当落 | 候補者名 | 年齢 | 所属党派     | 新旧 | 得票数   | 得票率 | 惜敗率 | 推薦・支持 | 重複 |
| ---- | -------- | ---- | ------------ | ---- | -------- | ------ | ------ | ---------- | ---- |
| 当   | 伊東信久 | 60   | 日本維新の会 | 前   | 65,726票 | 45.15% | ――     |            |      |
|      | 谷川とむ | 48   | 自由民主党   | 前   | 60,879票 | 41.82% | 92.63% | 公明党推薦 |      |
|      | 北村みき | 58   | 日本共産党   | 新   | 18,966票 | 13.03% | 28.86% |            |      |

時の内閣：第1次岸田内閣 解散日：2021年10月14日 公示日：2021年10月19日
当日有権者数：30万4908人 最終投票率：53.96%（前回比：6.88%） （全国投票率：55.93%（2.25%））
| 当落 | 候補者名 | 年齢 | 所属党派     | 新旧 | 得票数   | 得票率 | 惜敗率 | 推薦・支持 | 重複 |
| ---- | -------- | ---- | ------------ | ---- | -------- | ------ | ------ | ---------- | ---- |
| 当   | 伊東信久 | 57   | 日本維新の会 | 元   | 68,209票 | 42.18% | ――     |            | ○    |
| 比当 | 谷川とむ | 45   | 自由民主党   | 前   | 52,052票 | 32.19% | 76.31% | 公明党推薦 | ○    |
|      | 長安豊   | 53   | 立憲民主党   | 元   | 32,193票 | 19.91% | 47.20% |            | ○    |
|      | 北村みき | 55   | 日本共産党   | 新   | 9,258票  | 5.72%  | 13.57% |            |      |

時の内閣：第3次安倍第3次改造内閣 解散日：2017年9月28日 公示日：2017年10月10日
当日有権者数：31万1807人 最終投票率：47.08%（前回比：3.98%） （全国投票率：53.68%（1.02%））
| 当落 | 候補者名 | 年齢 | 所属党派     | 新旧 | 得票数   | 得票率 | 惜敗率 | 推薦・支持 | 重複 |
| ---- | -------- | ---- | ------------ | ---- | -------- | ------ | ------ | ---------- | ---- |
| 当   | 丸山穂高 | 33   | 日本維新の会 | 前   | 66,712票 | 46.68% | ――     |            | ○    |
| 比当 | 谷川とむ | 41   | 自由民主党   | 前   | 57,833票 | 40.47% | 86.69% | 公明党     | ○    |
|      | 北村みき | 51   | 日本共産党   | 新   | 18,373票 | 12.86% | 27.54% |            |      |

- 長安は希望の党と日本維新の会の候補者調整により兵庫11区から出馬するが落選。

時の内閣：第2次安倍改造内閣 解散日：2014年11月21日 公示日：2014年12月2日
当日有権者数：30万5283人 最終投票率：51.06% （全国投票率：52.66%（6.66%））
| 当落 | 候補者名 | 年齢 | 所属党派   | 新旧 | 得票数   | 得票率 | 惜敗率 | 推薦・支持 | 重複 |
| ---- | -------- | ---- | ---------- | ---- | -------- | ------ | ------ | ---------- | ---- |
| 当   | 丸山穂高 | 30   | 維新の党   | 前   | 56,119票 | 36.90% | ――     |            | ○    |
| 比当 | 谷川とむ | 38   | 自由民主党 | 新   | 51,223票 | 33.68% | 91.28% |            | ○    |
|      | 長安豊   | 46   | 民主党     | 元   | 33,010票 | 21.70% | 58.82% |            | ○    |
|      | 北村みき | 48   | 日本共産党 | 新   | 11,740票 | 7.72%  | 20.92% |            |      |

時の内閣：野田第3次改造内閣 解散日：2012年11月16日 公示日：2012年12月4日 （全国投票率：59.32%（9.96%））
| 当落 | 候補者名   | 年齢 | 所属党派     | 新旧 | 得票数   | 得票率 | 惜敗率 | 推薦・支持 | 重複 |
| ---- | ---------- | ---- | ------------ | ---- | -------- | ------ | ------ | ---------- | ---- |
| 当   | 丸山穂高   | 28   | 日本維新の会 | 新   | 65,158票 | 38.44% | ――     |            | ○    |
|      | 谷川とむ   | 36   | 自由民主党   | 新   | 50,242票 | 29.64% | 77.11% |            | ○    |
|      | 長安豊     | 44   | 民主党       | 前   | 42,554票 | 25.10% | 65.31% |            | ○    |
|      | 田上聡太郎 | 34   | 日本共産党   | 新   | 9,606票  | 5.67%  | 14.74% |            |      |
|      | 豊田隆久   | 40   | 幸福実現党   | 新   | 1,957票  | 1.15%  | 3.00%  |            |      |

時の内閣：麻生内閣 解散日：2009年7月21日 公示日：2009年8月18日 （全国投票率：69.28%（1.77%））
| 当落 | 候補者名   | 年齢 | 所属党派   | 新旧 | 得票数    | 得票率 | 惜敗率 | 推薦・支持 | 重複 |
| ---- | ---------- | ---- | ---------- | ---- | --------- | ------ | ------ | ---------- | ---- |
| 当   | 長安豊     | 40   | 民主党     | 前   | 110,313票 | 55.60% | ――     |            | ○    |
|      | 松浪健四郎 | 62   | 自由民主党 | 前   | 70,879票  | 35.72% | 64.25% |            | ○    |
|      | 和気豊     | 68   | 日本共産党 | 新   | 14,735票  | 7.43%  | 13.36% |            |      |
|      | 豊田隆久   | 36   | 幸福実現党 | 新   | 2,487票   | 1.25%  | 2.25%  |            |      |

- 松浪は第22回参議院議員通常選挙に比例区から立候補し、落選。

時の内閣：第2次小泉改造内閣 解散日：2005年8月8日 公示日：2005年8月30日 （全国投票率：67.51%（7.65%））
| 当落 | 候補者名   | 年齢 | 所属党派   | 新旧 | 得票数   | 得票率 | 惜敗率 | 推薦・支持 | 重複 |
| ---- | ---------- | ---- | ---------- | ---- | -------- | ------ | ------ | ---------- | ---- |
| 当   | 長安豊     | 37   | 民主党     | 前   | 91,918票 | 48.32% | ――     |            | ○    |
| 比当 | 松浪健四郎 | 58   | 自由民主党 | 元   | 82,437票 | 43.34% | 89.69% |            | ○    |
|      | 和気豊     | 64   | 日本共産党 | 新   | 15,855票 | 8.34%  | 17.25% |            |      |

時の内閣：第1次小泉第2次改造内閣 解散日：2003年10月10日 公示日：2003年10月28日 （全国投票率：59.86%（2.63%））
| 当落 | 候補者名   | 年齢 | 所属党派   | 新旧 | 得票数   | 得票率 | 惜敗率 | 推薦・支持 | 重複 |
| ---- | ---------- | ---- | ---------- | ---- | -------- | ------ | ------ | ---------- | ---- |
| 当   | 長安豊     | 35   | 民主党     | 新   | 75,369票 | 47.21% | ――     |            | ○    |
|      | 松浪健四郎 | 57   | 保守新党   | 前   | 42,284票 | 26.48% | 56.10% |            |      |
|      | 安田吉広   | 56   | 無所属     | 新   | 27,043票 | 16.94% | 35.88% |            | ×    |
|      | 和気豊     | 62   | 日本共産党 | 新   | 14,962票 | 9.37%  | 19.85% |            |      |

- 与党統一候補は松浪だったが、自民党員の安田が無所属で立候補し、分裂選挙となった。

時の内閣：第1次森内閣 解散日：2000年6月2日 公示日：2000年6月13日 （全国投票率：62.49%（2.84%））
| 当落 | 候補者名   | 年齢 | 所属党派   | 新旧 | 得票数   | 得票率 | 惜敗率 | 推薦・支持 | 重複 |
| ---- | ---------- | ---- | ---------- | ---- | -------- | ------ | ------ | ---------- | ---- |
| 当   | 松浪健四郎 | 53   | 保守党     | 前   | 81,641票 | 53.11% | ――     |            |      |
|      | 石田敏高   | 35   | 民主党     | 新   | 46,911票 | 30.52% | 57.46% |            | ○    |
|      | 西山孝     | 51   | 日本共産党 | 新   | 23,322票 | 15.17% | 28.57% |            |      |
|      | 山口康雄   | 50   | 無所属     | 新   | 1,845票  | 1.20%  | 2.26%  |            | ×    |

- 石田は第26回参議院議員通常選挙に立憲民主党公認で大阪府選挙区から立候補し、落選。

時の内閣：第1次橋本内閣 解散日：1996年9月27日 公示日：1996年10月8日 （全国投票率：59.65%（8.11%））
| 当落 | 候補者名   | 年齢 | 所属党派   | 新旧 | 得票数   | 得票率 | 惜敗率 | 推薦・支持 | 重複 |
| ---- | ---------- | ---- | ---------- | ---- | -------- | ------ | ------ | ---------- | ---- |
| 当   | 松浪健四郎 | 50   | 新進党     | 新   | 73,018票 | 48.39% | ――     |            |      |
|      | 池尻久和   | 58   | 自由民主党 | 新   | 53,906票 | 35.72% | 73.83% |            | ○    |
|      | 原田千鶴   | 59   | 日本共産党 | 新   | 20,297票 | 13.45% | 27.80% |            |      |
|      | 山本昭太   | 37   | 自由連合   | 新   | 3,676票  | 2.44%  | 5.03%  |            | ○    |